# Le dernier des fous
Le dernier des fous è un film del 2006 diretto da Laurent Achard.

## Riconoscimenti
- 2006 - Festival di Locarno
  - Pardo d'Argento per la miglior regia